# Aplodinotus
Aplodinotus is een monotypisch geslacht van straalvinnige vissen uit de familie van de ombervissen (Sciaenidae).

## Soort
- Aplodinotus grunniens Rafinesque, 1819